# Kelsey Bevan
Kelsey Bevan (* 10. April 1990 in Auckland) ist eine neuseeländische Ruderin. Sie gewann 2014 den Weltmeistertitel im Vierer ohne Steuerfrau und 2019 den im Achter. 2021 erhielt sie eine olympische Silbermedaille.

## Karriere
Bei den U23-Weltmeisterschaften 2010 gewann Kelsey Bevan mit dem neuseeländischen Achter die Silbermedaille hinter dem US-Achter. Bei den Weltmeisterschaften 2010 in der Erwachsenenklasse belegte Bevan mit dem Achter den achten Platz. 2011 gewann Bevan wie im Vorjahr Silber bei den U23-Weltmeisterschaften, diesmal hinter dem kanadischen Achter. Im Jahr darauf gewann sie mit Kayla Pratt den Titel im Zweier ohne Steuerfrau bei den U23-Weltmeisterschaften.
2013 trat Kelsey Bevan mit dem neuseeländischen Achter in der Erwachsenenklasse an, nach einem fünften Platz beim Weltcup in Sydney und einem sechsten Platz in Luzern belegte der Achter den siebten Platz bei den Weltmeisterschaften in Chungju. 2014 fanden die Weltmeisterschaften in Amsterdam statt. Dort starteten Kayla Pratt, Kelsey Bevan, Grace Prendergast und Kerri Gowler im Vierer ohne Steuerfrau, die neuseeländische Crew gewann den Titel in der Weltbestzeit von 6:14,360 min.
2015 startete Kelsey Bevan wieder im Achter. Nach einem fünften Platz bei der Weltcup-Regatta in Varese belegten die Neuseeländerinnen in Luzern den zweiten Platz hinter dem kanadischen Boot. Bei den Weltmeisterschaften 2015 auf dem Lac d’Aiguebelette siegte der US-Achter, die Neuseeländerinnen erhielten die Silbermedaille vor den Kanadierinnen. Der neuseeländische Achter mit Kayla Pratt, Emma Dyke, Ruby Tew, Kelsey Bevan, Grace Prendergast, Kerri Gowler, Genevieve Behrent, Rebecca Scown und Steuerfrau Frances Turner qualifizierte sich damit auch für die Olympischen Sommerspiele 2016. In Rio de Janeiro belegte der neuseeländische Achter bei den Olympischen Spielen 2016 den vierten Platz.
In der nacholympischen Saison 2017 saßen mit Emma Dyke, Ruby Tew, Rebecca Scown und Kelsey Bevan noch vier Ruderinnen aus dem Vorjahr im Achter. Im Ruder-Weltcup gewann der Achter in Posen und belegte den zweiten Platz in Luzern. Bei den Weltmeisterschaften in Sarasota gewann der neuseeländische Achter die Bronzemedaille. 2018 belegte der neuseeländische Achter den zweiten Platz beim Weltcup in Linz und siegte in Luzern. Bei den Weltmeisterschaften in Plowdiw ruderten die Neuseeländerinnen auf den siebten Platz. Im Jahr darauf belegten sie beim Weltcup in Posen den vierten Platz und siegten in Rotterdam. In Linz bei den Weltmeisterschaften 2019 gewannen die Neuseeländerinnen vor den Australierinnen und dem Boot aus den Vereinigten Staaten. Bei den Olympischen Spielen in Tokio gewann der neuseeländische Achter die Silbermedaille mit 0,91 Sekunden Rückstand auf die Kanadierinnen.